# Sloveens curlingteam (gemengddubbel)
Het Sloveense curlingteam vertegenwoordigt Slovenië in internationale curlingwedstrijden.

## Geschiedenis
De Slovenen debuteerden op het wereldkampioenschap curling voor gemengddubbele landenteams van 2013 in het Canadese Fredericton. De eerste interland werd met 7-3 verloren van Tsjechië. Het team won geen enkele wedstrijd en werd gedeeld laatste. In de jaren erna kwam Slovenië niet verder dan twee gewonnen wedstrijden. In 2015 werd daarmee het beste resultaat tot nu toe behaald, drieëntwintigste.

## Slovenië op het wereldkampioenschap
| Jaar | Plaats        | Team                               | WG            | W             | V             | PV            | PT            |
| ---- | ------------- | ---------------------------------- | ------------- | ------------- | ------------- | ------------- | ------------- |
| 2008 | Geen deelname | Geen deelname                      | Geen deelname | Geen deelname | Geen deelname | Geen deelname | Geen deelname |
| 2009 | Geen deelname | Geen deelname                      | Geen deelname | Geen deelname | Geen deelname | Geen deelname | Geen deelname |
| 2010 | Geen deelname | Geen deelname                      | Geen deelname | Geen deelname | Geen deelname | Geen deelname | Geen deelname |
| 2011 | Geen deelname | Geen deelname                      | Geen deelname | Geen deelname | Geen deelname | Geen deelname | Geen deelname |
| 2012 | Geen deelname | Geen deelname                      | Geen deelname | Geen deelname | Geen deelname | Geen deelname | Geen deelname |
| 2013 | 26            | Tomas Tišler & Nadja Papan         | 8             | 0             | 8             | 29            | 59            |
| 2014 | 30            | Jure Čulić & Valentina Jurinčič    | 8             | 2             | 6             | 42            | 65            |
| 2015 | 23            | Jure Čulić & Valentina Jurinčič    | 9             | 2             | 7             | 41            | 79            |
| 2016 | 37            | Jure Čulić & Ajda Zavrtanik Drglin | 6             | 0             | 6             | 27            | 63            |
| 2017 | 32            | Jure Čulić & Ajda Zavrtanik Drglin | 6             | 2             | 4             | 28            | 45            |
| 2018 | 29            | Lan Žagar & Nina Kremžar           | 7             | 2             | 5             | 40            | 55            |
| 2019 | 33            | Jure Čulić & Ajda Zavrtanik Drglin | 7             | 2             | 5             | 34            | 49            |
| 2021 | Geen deelname | Geen deelname                      | Geen deelname | Geen deelname | Geen deelname | Geen deelname | Geen deelname |
| 2022 | Geen deelname | Geen deelname                      | Geen deelname | Geen deelname | Geen deelname | Geen deelname | Geen deelname |
| 2023 | Geen deelname | Geen deelname                      | Geen deelname | Geen deelname | Geen deelname | Geen deelname | Geen deelname |
| 2024 | Geen deelname | Geen deelname                      | Geen deelname | Geen deelname | Geen deelname | Geen deelname | Geen deelname |
| 2025 | Geen deelname | Geen deelname                      | Geen deelname | Geen deelname | Geen deelname | Geen deelname | Geen deelname |

Australië · België · Brazilië · Bulgarije · Canada · China · Chinees Taipei · Denemarken · Duitsland · Engeland · Estland · Filipijnen · Finland · Frankrijk · Griekenland · Groot-Brittannië · Guyana · Hongarije · Hongkong · Ierland · India · Israël · Italië · Jamaica · Japan · Kazachstan · Kirgizië · Koeweit · Kosovo · Kroatië · Letland · Litouwen · Luxemburg · Mexico · Mongolië · Nederland · Nieuw-Zeeland · Nigeria · Noorwegen · Oekraïne · Oostenrijk · Polen · Portugal · Puerto Rico · Qatar · Roemenië · Rusland · Saoedi-Arabië · Schotland · Servië · Slovenië · Slowakije · Spanje · Thailand · Tsjechië · Turkije · Verenigde Staten · Wales · Wit-Rusland · Zuid-Korea · Zweden · Zwitserland